# Wzór (film)
Wzór – amerykańsko-niemiecki kryminał z 1980 roku na podstawie powieści Steve'a Shagana.

## Fabuła
Porucznik Barney Caine prowadzi śledztwo w sprawie śmierci przyjaciela. W trakcie prowadzonego dochodzenia odkrywa tajemnicę z czasów II wojny światowej. W jej trakcie niemiecki generał opracował formułę, która pozwalała syntetyzować paliwo bez użycia ropy naftowej. Ujawnienie jej mogłoby doprowadzić do ruiny wielkie koncerny naftowe i wielu bogacących się na ropie. Generał z wzorem został porwany przez amerykańskiego majora Robina Clarke'a. Kilka lat później Clark zostaje zamordowany, a generał z wzorem przepada. Caine ujawnia zgony osób związanych z formułą. Okazuje się, że za szeregiem ofiar stoi potężny magnat paliwowy Adam Steiffel, który za wszelką cenę i wszelkimi środkami chce utrzymać formułę w ukryciu.

## Główne role
- George C. Scott – Barney Caine, porucznik policji Los Angeles
- Marlon Brando – Adam Steiffel, szef Chairman Titan Oil
- Marthe Keller – Lisa Spangler
- John Gielgud – Dr Abraham Esau, dyrektor Reich Energy
- G.D. Spradlin – Arthur Clements
- Beatrice Straight – Kay Neeley
- Richard Lynch – Generał Helmut Kladen/Frank Tedesco
- John van Dreelen – Hans Lehman, prefekt policji w Berlinie
- Robin Clarke – Major Tom Neeley
- Ike Eisenmann v Tony

i inni

## Nagrody i nominacje
Oscary za rok 1980
- Najlepsze zdjęcia – James Crabe (nominacja)

Złota Malina 1980
- Najgorszy film (nominacja)
- Najgorsza reżyseria – John G. Avildsen (nominacja)
- Najlepszy scenariusz – Steve Shagan (nominacja)
- Najgorszy aktor drugoplanowy – Marlon Brando (nominacja)